# Carolin Kordt
Carolin Kordt (* 13. April 1984 in Rostock) ist eine ehemalige deutsche Handballspielerin, die in ihrer Karriere 64 Treffer in 47 Bundesligaspielen erzielte.

## Karriere
Carolin Kordt hatte ihre erste Station im Jugendhandball beim SC Empor Rostock, der später zum HC Empor Rostock wurde. Die Rechtshänderin wurde während ihrer Jugendzeit dreimal deutsche Meisterin im Handball. Ihre nachfolgenden Stationen waren TSG Ober-Eschbach, TSG Eddersheim und TV Beyeröhde. Nachdem ihr Vertrag mit Beyeröhde zum Jahresende 2009 aufgelöst worden war, schloss sie sich im Januar 2010 dem Regionalligisten HSV Solingen-Gräfrath an. Kordt kehrte im selben Jahr zum Oberligisten TSG Eddersheim zurück. Im Sommer 2011 schloss sie sich dem Drittligaaufsteiger HSG Mörfelden/Walldorf an.
Später kehrte sie nach Rostock zurück und spielte in der 3. Liga beim Rostocker HC. Am 13. September 2000 erhielt sie die Leistungsnadel des Handballverbands Mecklenburg-Vorpommerns.